# 悪霊 (ドストエフスキー)
『悪霊』（あくりょう、Бесы）は、フョードル・ドストエフスキーの長編小説。1871年から翌年にかけて雑誌『ロシア報知』（露: Русскій Вѣстникъ）に連載され、1873年に単行本として出版された。
無政府主義、無神論、ニヒリズム、信仰、社会主義革命、ナロードニキなどをテーマにもつ深遠な作品であり著者の代表作。『罪と罰』、『白痴』、『未成年』、『カラマーゾフの兄弟』と並ぶドストエフスキーの五大長編の1つで、3番目に書かれた。
題名は作品のエピグラフにも使われているプーシキンの同題の詩および新約聖書＜ルカによる福音書＞第八章三二-三六節からとられている。
フリードリヒ・ニーチェは、スタヴローギン、キリーロフ、ピョートル、シャートフたちの世界解釈に注目して、抜書きをしていた。

## 登場人物

### 主要人物
ニコライ・フセヴォロドヴィチ・スタヴローギン
類い稀な美貌と並外れた知力・体力をもつ全編の主人公。徹底したニヒリストで、スタヴローギン曰く「彼は自分が何も信じていないということさえ信じていない」。ピョートルの目論見を見抜いたり、キリーロフとシャートフを啓蒙したりと、主要登場人物へ影響を及ぼす。
ピョートル・ステパノヴィチ・ヴェルホーヴェンスキー（ペトルーシャ）
ステパン氏の息子。自らを「政治的詐欺師」と呼び、知事夫人に取り入って文学サークルを装った革命組織を作り、スタヴローギンをその中心に祭り上げようと画策する。モデルは、革命家のセルゲイ・ネチャーエフ。
キリーロフ（アレクセイ・ニーロイチ・キリーロフ）
子供好きの建築技師。スタヴローギンの影響によって「神の意志に従わず我意を完全に貫いたとき、神が存在しないこと、自分が神となることが証明される。完全な我意とは、自殺である」という独特の人神思想を持つ。ピョートルの策謀のために、組織の活動を遺書に残し自殺、一身に組織の罪を引き受けた。徹夜して思索することが彼の習慣であるため、夜の登場が多い。
シャートフ（イワン・パーヴロヴィチ・シャートフ）
スタヴローギン家の農奴の息子。スタヴローギンの影響によってロシア・メシアニズム（汎スラヴ主義）の信奉者となる。ピョートルの組織を脱退しようとしたため、秘密が漏れることを恐れたピョートルや「五人組」に殺害される。組織の檄文の印刷機を預かり、それの引渡しと引き換えに、組織の脱退を約されていた。キリーロフとは親友。ぴんと突き立ったつむじが特徴。モデルは、ネチャーエフに殺害された学生イワン・イワノフ。
ステパン・トロフィーモヴィチ・ヴェルホーヴェンスキー
ピョートルの父。元大学教授で、かつてスタヴローギンの家庭教師でもあったことから、ワルワーラ夫人宅の食客となっている。旧世代の進歩派。賭け事が好きで、息子ピョートルの領地を賭けのかたに取られる。モデルはモスクワ大学教授のグラノフスキー。
ワルワーラ夫人（ワルワーラ・ペトローヴナ・スタヴローギナ）
スタヴローギンの母。未亡人で、富裕な地主。高圧的な話口が特徴。
マリヤ・チモフェーヴナ・レビャートキナ
足の悪い白痴の女性。スタヴローギンと極秘結婚していたことが後に明らかにされる。
リザヴェータ・ニコラエヴナ・トゥシナ（リーザ）
ワルワーラ夫人の旧友ドロズドワ夫人の娘。婚約が内定しているもののスタヴローキンに恋し、誘惑され彼と一夜をともにするも、彼の退廃振りに幻滅し去る。惨殺されたマリヤ兄妹の死体を見学に行った際、狂奮した見物人らに撲殺される。
カルマジーノフ
文豪気取りの俗物作家。ツルゲーネフがモデルであり、第三部第一章で彼が朗読する作品もツルゲーネフのパロディである。これをきっかけにドストエフスキーとツルゲーネフは絶交したといわれる。

### 五人組
リプーチン
中年の県役人でフーリエ主義者。ステパン氏のサークルの最古参。シャートフ殺害後は、逃亡を図るが、逮捕される。
ヴィルギンスキー
役人でピョートル曰く「ぼくらなどの十倍も純粋」な性格。妻のアリーナは産婆でレビャートギンと「共有」している。シャートフ殺害に最後まで反対したが、結局は引きずり込まれる。
シガリョフ
ヴィルギンスキーの妻の弟。「人類を二つの不均等な部分に分割し、その十分の一が他の十分の九に対する無限の権利を獲得する」という独自のユートピア思想を持つ。シャートフ殺害に反対して、直前に現場を去る。
リャムシン
郵便局の小役人のユダヤ人で、ピアノの名手。シャートフ殺害に耐え切れず警察に駆け込んだのが、「五人組」の逮捕のきっかけとなった。
トルカチェンコ
四十がらみの年輩でペテン師や強盗の熱心な民通家。高慢な性格だがシャートフ殺害時は、ピョートルに従った。
エルケリ
少尉補の少年。「五人組」ではないが、ピョートルに心酔している。

### その他
ダーリヤ・パヴロヴナ・シャートワ（ダーシャ）
シャートフの妹でワルワーラ夫人の養女。スタヴローギンに恋し、彼の「看護婦」となろうとする。ワルワーラ夫人が歳の離れたステパン氏と結婚させようとするが、沙汰やみとなる。
レビャートキン（イグナート･レビャートキン）
マリヤの兄。自称・元二等大尉（後に吹聴であることがわかった）。かなりの大酒呑みで、金を得ようと色々な策謀をする。ショスタコーヴィチが、彼の台詞をもとに歌曲集『レビャートキン大尉の4つの詩』を作曲している。
アンドレイ・アントーノヴィチ・フォン・レンプケ
新しく着任した県知事。自身の妻とピョートルの関係を疑って苦悩する。大火事の際に発狂する。
マリヤ・シャートワ（マリイ）
シャートフの元妻。スタヴローギンと関係を持ち、彼の子を身籠る。
G（アントン・ラヴレンチエヴィチ）
「わたし」と名乗る物語の語り手。新聞記者である。自分の経験に直接関わる部分（例えばステパン氏との交流）については一人称が用いられるが、取材によって明らかになったこと等（例えばピョートルの暗躍）については、新聞記者としての立場から三人称が用いられる。新聞記者であるという設定によって、一人称と三人称を両立させることを、構成的に可能としている。この小説は、アントン記者の自己の体験と、事件についてのアントン記者によるかなり主観的な記述との、二重構成になっている。
チホン僧正
「スタヴローギンの告白」に登場する元大主教。 ザドンスクの聖ティーホンがモデルとされる主教。
マトリョーシャ
「スタヴローギンの告白」に登場する12歳の少女。スタヴローギンの過去に暗い影を落とす重要な人物。

## あらすじ

### 第1部
物語は、1869年の秋から冬にかけて、ロシアのとある地方都市と、その郊外にあるスクヴォレーシニキと呼ばれる領地を舞台に展開する。
ステパン氏は、1840年代のロシアを代表する自由主義者の一人で、かつては大学の講壇にも立ったことのある知識人だが、今はスタヴローギン家の女主人ワルワーラ夫人の世話を受けており、同じ屋敷内で夫人と熱烈に手紙を交し合い、平穏無事の毎日を送っていた。ワルワーラ夫人は、ある日突然、自分の養女であるダーシャとステパン氏を結婚させようと思い立ち、有無をいわさず話を進めるが、意に染まないステパン氏はスイスにいるピョートルに自分を救い出してはもらえないかと手紙を出す。スタヴローギン家の一人息子であるニコライは、ステパン氏のもとで教育を受けたあと学習院に進学し、卒業後、軍務に服してから、にわかに放蕩に耽りだした。2度にわたって決闘事件を起こし、放蕩三昧の生活をおくるなど、不吉な噂が絶えなかったので、町から放逐された。
4年後の日曜日、ワルワーラ夫人は、スタヴローギンとマリヤ・レビャートキナの関係をほのめかす匿名の手紙を受けとり、真偽を正そうと、教会で出会ったマリヤを家へ連れ帰る。この日は、ステパン氏とダーシャの婚約発表が行われる日に当たっていた。ダーシャの兄シャートフやワルワーラ夫人の幼馴染の娘リーザとその婚約者マヴリーキーが集まるなか、ピョートルと一緒にスタヴローギンが帰館する。ワルワーラ夫人は、スタヴローギンに真相を問い質すが、彼は何も答えずに、マリヤを家まで送るといって出て行ってしまう。
その間にピョートルは、かつてペテルブルクにいたころ、皆から笑いものにされていたマリヤを唯一スタヴローギンだけが丁重に扱っていたため、マリヤは彼が自分の夫か何かであるという妄想にとらわれてしまったというだけの話だと説明する。次いで、ピョートルは、ステパン氏に、結婚させられそうになっているので助けてほしいとはどういう意味かと問うた。それを聞いたワルワーラ夫人は、激昂して、ステパン氏に絶交を言い渡す。そこへ戻ってきたスタヴローギンを、なぜか突如としてシャートフが殴りつけて、一同を驚かせる。スタヴローギンは、黙ったまま反撃しなかった。シャートフが去ると同時に、スタヴローギンを秘かに恋するリーザは気絶した。

### 第2部
この一件で、スタヴローギンはスイスにいたころリーザと密かな関係をもっていたのではないか、また近いうちにシャートフを殺してしまうのではないかなどという噂が広まる。数日後、有力者の息子ガガーノフが、四年前に父が受けた汚名を雪ぐべく、スタヴローギンに決闘を申し込む。シャートフの部屋で、スタヴローギンは、ペテルブルクでマリヤと正式に結婚したことを彼に告げた。それに感づいていたシャートフは、スイス時代に妻をスタヴローギンに寝取られた過去があったが、彼への崇拝の念を捨てきれず、それゆえその虚偽と堕落に対して、殴りつけずにはいられなかったのだということを話した。
その夜、スタヴローギンはマリヤを訪ね、結婚を公表しようと思うと告げるが、マリヤに「偽公爵」呼ばわりされて帰ることになり、その帰途で、ピョートルに匿われている懲役囚のフェージカに金をばら撒き、マリヤの殺害をそれとなく唆した。
翌日、決闘が行われた。ガガーノフが撃ち損じたのに対して、スタヴローギンはわざと狙いを外して撃った。同じことが3度繰り返されたために、その厳正な様から町におけるスタヴローギンの名望は、一挙に高まった。同じころ、ステパン氏とピョートルは完全に見解を異にして決裂した。町では、ピョートルが、新たに就任したレンプケ県知事の夫人ユリヤに取り入り、労働者たちを煽動して町に騒乱を起こそうと画策していた。その檄文に躍らされて、シュピグリーン工場の70人あまりが、給料未払い問題を直訴に押し掛けるが、レンプケは冷たく拒否し、不穏な空気が漂う。ちょうどその時、ステパン氏が差し押さえの抗議に来るが、途中でユリア夫人が講演をお願いするという条件で引き取った。

### 第3部
スタヴローギンは「告白」を携え、町外れにあるボゴローツキー修道院にチホン僧正を訪ねた（スタヴローギンの告白）。
祭りは始まるが、運営の不手際で、混乱が次々と起こった。カルマジーノフの朗読会もステパン氏の講演会も大失敗に終った。夜の舞踏会に至っては参加者が少なく、しかも胡乱げな連中ばかりではあった。一方、リーザは、舞踏会の混乱に紛れ、マヴリーキーを振切って、スクヴォレーシニキに走り、スタヴローギンと一夜を共にするが、放蕩三昧の末に退廃していた彼の姿に失望する。
舞踏会が終ろうとする夜更け、対岸の郊外の家々に火が放たれ、大混乱となる。その混乱の中、レンプケは発狂する。翌朝、炎上した川の向こうの一軒屋から、マリヤとその兄レビャートキン、そして女中の惨殺体が発見される。スクヴォレーシニキの屋敷から火事の現場に駆けつけたリーザは、狂乱する群集たちに撲殺された。その後、ピョートルは、シュピグリーンの労働者を使って、レビャートキン兄妹殺害の下手人フェージカを始末する。
翌日、シャートフの元に別れた妻マリイが戻ってきたが、マリイがスタヴローギンの子を産気付いていることを知り、キリーロフや「五人組」のヴィルギンスキー、リャムシン達に連絡する。結局、ヴィルギンスキーの妻アリーナが助け、男の子が産まれた。シャートフは、男の子に「イワン」と名付け、養子にすると言う。
ピョートルは、密告に怯える「五人組」を使嗽し、シャートフを当局の密告者と決め付け、スタヴローギン公園の隅に誘き寄せて、殺害する。その数時間後、ピョートルは、シャートフ殺害の罪をキリーロフに請負わせ自殺させる。その後、リャムシンの告発によって「五人組」とエルケリは逮捕されるが、ピョートルは国外逃亡し、二度と戻らなかった。
一方、失意のうちに放浪の旅に出たステパン氏は、旅の途中に熱病に罹り、駆けつけたワルワーラ夫人が看取る中、帰らぬ人となる。また、スタヴローギンは、スイスのウリイ州に出発する旨をダーシャに書き送るが、それを果たすことなくスクヴォレーシニキの屋敷の屋根裏で首を吊った。

## ネチャーエフ事件
ドストエフスキーはこの小説の構想を1869年のネチャーエフ事件から得ている。架空の世界的革命組織のロシア支部代表を名乗って秘密結社を組織したネチャーエフが、組織内で相互不信が募る中、当時学生だったイワン・イワノフをスパイ容疑により殺害した事件である。本作ではネチャーエフをモデルにピョートルが描かれている。

## 「スタヴローギンの告白」
当初は第2部第8章に続く章として執筆されたが、その告白の内容が「少女を陵辱して自殺に追いやった」という過激なものであったため、連載されていた雑誌（ロシア報知）の編集長カトコフから掲載を拒否された。やむをえず後半の構成を変更して完成させたため、単行本化のさいにもこの章は削除されたままとなり、約50年の間、原稿自体が所在不明となっていた。編集長カトコフの意向に沿うようにドストエフスキーは悪霊に加筆修正を加え、スタヴローギンの悪魔性や宗教性を和らげた表現に直した。
しかし、1921年から1922年にかけてこの章の原稿が2つの形（校正刷版と夫人による筆写版）で発見され、いずれも出版されることとなった。
章題を直訳すると「スタヴローギンより」となるが、これは正教においては福音書を「ヨハネより」「マタイより」などと呼ぶことになぞらえている（日本正教会では「イオアン（ヨハネ）伝による聖福音經」「マトフェイ（マタイ）伝による聖福音經」と訳されている）。

## 主な訳書
- 亀山郁夫訳 『悪霊』 光文社古典新訳文庫（全3巻）※、2010-2011年、ISBN 433475211X / ISBN 4334752276 / ISBN 433475242X。
- 江川卓訳 『悪霊』 新潮文庫（上下）※、改版2004年、ISBN 4102010173 / ISBN 4102010181
  - 『ドストエフスキー全集　第11・12巻　悪霊』 新潮社
- 米川正夫訳 『悪霊』 岩波文庫（上下）、ISBN 4003261429 / ISBN 4003261437
  - 『ドストエーフスキイ全集　第9・10巻　悪霊』 河出書房新社
- 小沼文彦訳 『ドストエフスキー全集　第8巻　悪霊』 筑摩書房、1967年
- 池田健太郎訳 『悪霊　新集 世界の文学15・16』 中央公論社、1969年。※グーテンベルク21（上下、電子出版）

※は電子書籍も刊（下記も）

### 関連書籍
- 『悪霊 別巻 「スタヴローギンの告白」異稿』亀山郁夫訳、光文社古典新訳文庫、2012年※
- ヴォルインスキー、埴谷雄高訳『偉大なる憤怒の書　ドストエフスキイ「悪霊」研究』 みすず書房、1970年、新版1987年ほか
  - 『埴谷雄高全集　第2巻』（講談社、1998年、ISBN 4062680521）に収録
- 亀山郁夫『「悪霊」 神になりたかった男』 みすず書房〈理想の教室〉、2005年※、ISBN 4622083019
  - 『ドストエフスキー 父殺しの文学』 日本放送出版協会〈NHKブックス〉（上下）、2004年※、ISBN 4140910070 / ISBN 4140910089
  - 『謎とき「悪霊」』 新潮社〈新潮選書〉、2012年※、ISBN 4106037130
- 亀山郁夫／リュドミラ・サラスキナ『ドストエフスキー『悪霊』の衝撃』光文社新書、2012年※
- 旭季彦『ナロードニキ運動とその文学』 新読書社、1991年、ISBN 4788070146

## 映画化
これまで3度映画化されている。日本では、1988年版を除く2作品は劇場未公開。
- 1988年版 - アンジェイ・ワイダ監督、ランベール・ウィルソン主演。フランス制作。日本では1989年3月公開。
- 1992年版 - イゴール・タランキン、ドミートリー・タランキン監督、アンドレイ・レドンスキー主演。ロシア制作。
- 2006年版 - フェリックス・シュルテス監督、ユーリ・ウラジミール主演。ロシア制作。

また、ルキノ・ヴィスコンティ監督作品『地獄に堕ちた勇者ども』（1969年）に、上記「スタヴローギンの告白」が引用されている。